# ベルトラン・ボネロ
ベルトラン・ボネロ （Bertrand Bonello, 1968年9月11日 - ） は、フランスの映画監督、脚本家、作曲家。

## 来歴
1968年9月11日、フランス・ニースで生まれ、パリとモントリオールで暮らす。
1996年、ピエル・パオロ・パゾリーニの伝記を元にした短編『Qui je suis』を製作し、映画監督としてデビュー。2年後の1998年には初の長編『何か有機的なもの』を製作。第48回ベルリン国際映画祭のパノラマ部門で上映された。
2001年にジャン＝ピエール・レオを映画監督役に起用した『ポルノグラフ』は、同年の第54回カンヌ国際映画祭の国際批評家週間部門に出品され、国際映画批評家連盟賞を受賞。2003年の『ティレジア』は第56回カンヌ国際映画祭のコンペティション部門で上映された。2008年、マチュー・アマルリックを映画監督役に起用した『戦争について』を発表。第25回マイアミ映画祭のカッティング・エッジ・コンペティション部門でグランプリを受賞した。
2011年には19世紀から20世紀の高級娼館を舞台にした『メゾン ある娼館の記憶』を発表。第64回カンヌ国際映画祭のコンペティション部門に出品された。第37回セザール賞では7部門にノミネートされ、アナイス・ロマンが衣装デザイン賞を受賞した。2014年、ギャスパー・ウリエルを主演に迎え、イヴ・サン＝ローランの伝記映画『Saint Laurent』を製作。第67回カンヌ国際映画祭のコンペティション部門で上映された。また、第87回アカデミー賞外国語映画賞のフランス代表作品に選出された。2015年、パリでテロを計画する若者たちを描くアクション映画『Paris est une fête』を製作。同作は2016年に『ノクトラマ/夜行少年たち』と改題されて発表。カンヌ国際映画祭への出品は見送られたが、サン・セバスティアン国際映画祭やマール・デル・プラタ国際映画祭などのコンペティション部門に出品された。

### 人物
ルキノ・ヴィスコンティに影響を受けている。スプリットスクリーンを好んで使用する。また、作曲家としても活動しており、自身の監督作の音楽も手がけている。クラシック音楽に造詣が深いことでも知られる。
『SAINT LAURENT/サンローラン』（2014年）まで撮影監督を担当していたジョゼ・デエーは元妻。

## 監督作品

### 長編映画
- 何か有機的なもの Quelque chose d'organique （1998年）
- ポルノグラフ Le Pornographe （2001年）
- ティレジア Tiresia （2003年）
- 戦争について De la guerre （2008年）
- メゾン ある娼館の記憶 L'Apollonide: Souvenirs de la maison close （2011年）
- Ingrid Caven, musique et voix （2012年）
- SAINT LAURENT/サンローラン Saint Laurent （2014年）
- ノクトラマ/夜行少年たち Nocturama （2016年）
- Zombi Child （2019年）
- けものがいる La Bête （2023年）

### 短編映画
- Qui je suis （1996年）
- The Adventures of James and David （2002年）
- Cindy: The Doll Is Mine （2005年）
- My New Picture （2006年）
- Where the Boys Are （2010年）
- Sarah Winchester, opéra fantôme （2016年）